# پنکیتلند
پنکیتلند (به انگلیسی: Pencaitland) یک روستا در بریتانیا است که در لوتیان شرقی واقع شده‌است. پنکیتلند ۱٬۶۷۱ نفر جمعیت دارد.